# Рокетас (футбольный клуб)
«Рокетас» (исп. CD Roquetas) — испанский футбольный клуб из города Рокетас-де-Мар, в провинции Альмерия в автономном сообществе Андалусия. Клуб основан в 1933 году, домашние матчи проводит на стадионе «Антонио Перолес», вмещающем 9 000 зрителей. В Примере и Сегунде команда никогда не выступала, лучшим результатом является 7-е место в «Сегунда B» в сезоне 2010/11.

## Сезоны по дивизионам
- Сегунда B — 4 сезона
- Терсера — 20 сезонов
- Региональные лиги — 23 сезона

## Достижения
- Терсера
  - Победитель: 2007/08

## Известные игроки и воспитанники
- Хосе Мануэль
- Хосе Ортис
- Хави Руис